# Исфендияр-бей
Исфендия́р-бей (осман. اسفندياربك‎, тур. İzzettin İsfendiyar Bey) — правитель бейлика Джандарогуллары в 1385—1440 годах.
Исфендияр правил бейликом более полувека при османских султанах Мураде I, Баязиде I, Мехмеде I, Мураде II. На протяжении этого периода времени бейлик постоянно менял границы. Отец Исфендияра Кётюрум Баязид вёл борьбу за власть в бейлике с другим своим сыном Сулейманом II, захватившим с помощью Мурада I один из центров бейлика, Кастамону, оставив отцу второй центр, Синоп. После смерти Кётюрума Баязида в 1385 году Исфендияр стал правителем в Синопе, но второй частью бейлика с центром в Кастамону продолжал управлять Сулейман. В 1393 году Сулейман погиб, его земли захватил Баязид I, и Исфендияр остался единственным беем Джандаридов. Исфендияр установил связи с Тамерланом и явился к нему ещё до битвы при Анкаре (1402). После поражения Баязида I в этой битве Тамерлан захватил Анатолию и вернул Исфендияру земли бейлика, в том числе и ранее управлявшиеся Сулейманом.
Исфендияр умело использовал разногласия и вражду между сыновьями Баязида I, боровшимися за власть. В этой борьбе победил Мехмед I. Исфендияр согласился признать Мехмеда сувереном, но при этом оказывал помощь мятежному шейху Бедреддину. Мехмед I дал сыну Исфендияра, Касыму, обиженному на отца, войско для борьбы с отцом, что привело к поражению Исфендияра в 1424 году и ещё одному разделению бейлика. Касым управлял южной частью бейлика, ставшей османским санджаком Чанкыры, а Исфендияр правил как османский вассал в бейлике, уменьшившемся до северной половины. Последние полтора десятилетия Исфендияр не интриговал против османского султана. Умер Исфендияр в 1440 году
Длительное правление Исфендияра в бейлике и известность его в других государствах привели к тому, что бейлик стал известен как бейлик Исфендияра и его потомков (Исфендиярогуллары).

## Биография

### При жизни отца

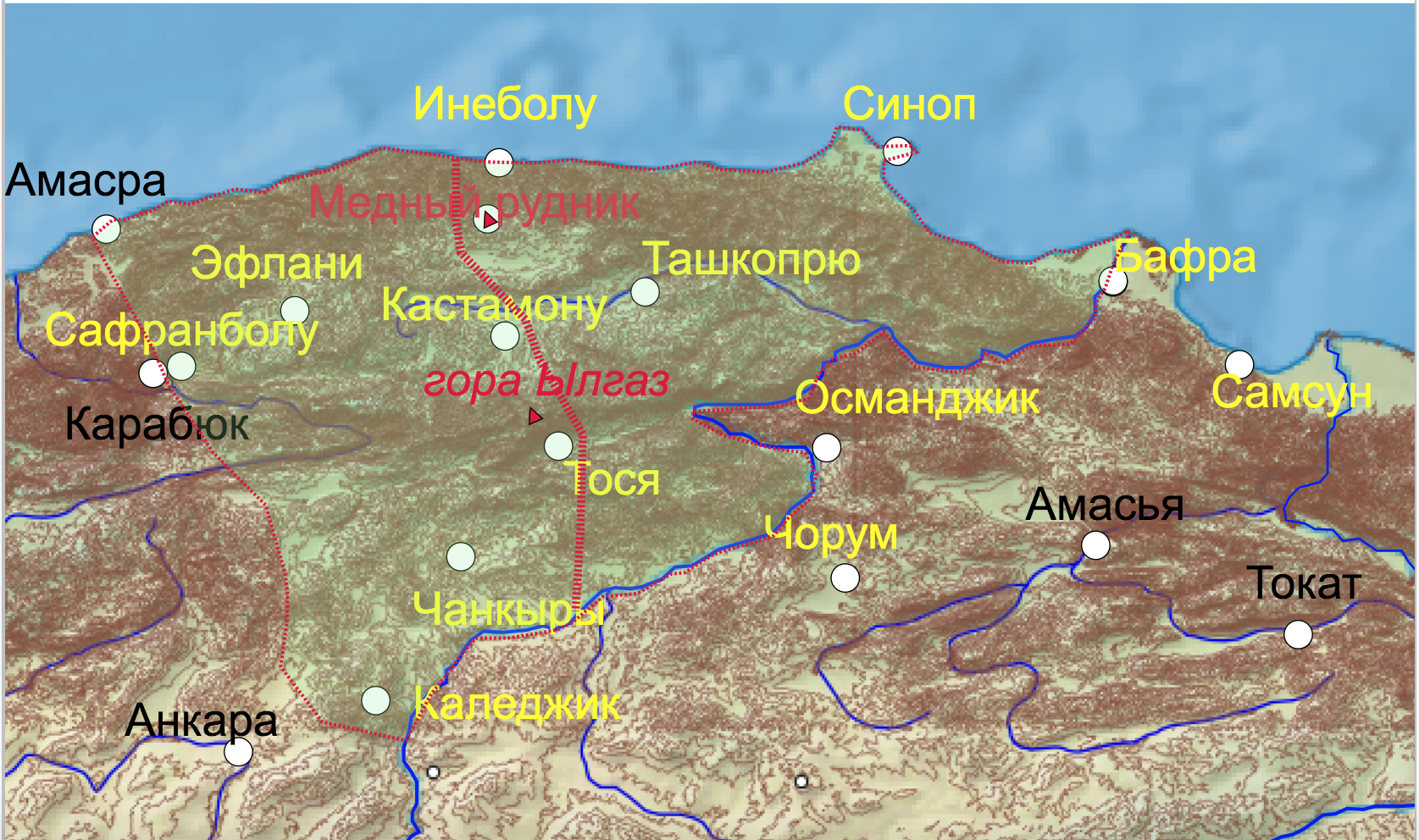
Разделение бейлика: на востоке отец Исфендияра, Баязид Кётюрум, на западе — брат Сулейман

Исфендияр-бей был средним сыном правителя бейлика Джандаридов Кётюрума Баязида и родился в начале 1360-х годов, в первые годы правления своего отца. Согласно И. Узунчаршилы матерью Исфендияра была дочь Сулеймана-паши Гази, сына Орхана Гази, однако, по мнению Э. Алдерсона, дочь Сулеймана-паши Гази Сельчук-хатун была женой не Кётюрума Баязида, а Сулеймана II.
Рос Исфендияр в Кастамону, городе развитом с культурной точки зрения, в который приезжали учёные люди, поэтому получил хорошее образование. С раннего возраста Исфендияр участвовал в кампаниях отца и выполнял его поручения, поэтому помимо знаний приобрёл военный и дипломатический опыт. Первое зафиксированное участие Исфендияра в боевых действиях в роли командующего войском бейлика относится к 1382 году, когда он помог родственнику (зятю) — эмиру Амасьи Ахмеду, сыну Хаджи Шадгельды — против Кади Бурханеддина. Исфендияр при жизни отца управлял Синопом. Оттуда он несколько раз до 1385 года выдвигался на помощь Ахмеду. В 1383 году Исфендияр тоже участвовал в экспедиции Ахмеда против Кади Бурханеддина. Они потерпели поражение, после которого Исфендияр не вернулся в Кастамону и остался в Амасье. Возможно, причиной был захват Кастамону братом Исфендияра Сулейманом II. В 1384 году Сулейман II с османскими войсками в очередной раз напал на Кастамону, во время этой кампании Кётюрум Баязид заболел. Исфендияр отправился к своему отцу, который потерпел поражение и отступил в Синоп.

### Бей Синопа
Вскоре после этого в 1385 году Кётюрум Баязид умер, и Исфендияр объявил себя эмиром в Синопе. О деятельности Исфендияра в Синопе известно немного. Самым важным событием этого периода было то, что во время кампании Баязида I в Западной Анатолии в 1389/90 году беи Айдыногуллары, Саруханогуллары и Ментешеогуллары бежали в Синоп под защиту Исфендияра. Исфендияр связывался с правителем Валахии Мирчей Старым в Румелии, уговаривая его выступить против османов. Правивший в Кастамону брат Исфендияра Сулейман II в этой кампании был на стороне Баязида I, однако позже он присоединился в альянсу беев, восставших против султана, что привело к походу Баязида на Кастамону. В 1392 или 1393 году османами была захвачена западная часть бейлика с центром в Кастамону, при этом Сулейман II погиб. Таким образом от бейлика осталась лишь половина, а Исфендияр остался единственным беем Джандаридов.
В 1392/93 году Баязид I проиграл под Чорумлу Кади Бурханеддину. Исфендияр-бей сразу отправил к Кади своего визиря с дарами и хотел заявить о своей верности. Этим он настроил против себя эмира Амасьи Ахмеда, враждовавшего с Кади и не желавшего его усиления. Ахмед перехватил посланника и отправил его Баязиду I. Узнав об этом, Кади Бурханеддин немедленно захватил Амасью. Баязид I, в свою очередь, решил наказать Исфендияра и прибыл в Кастамону, но из-за осложнений в Валахии ему пришлось вернуться в Румелию. Покорив Валахию, Баязид в 1395 году снова осадил Синоп. Исфендияр и в этот раз ушёл от наказания — он отправил посланника к Баязиду I. Посланник передал султану слова бея: он говорил, что Исфендияр не может нести ответственность за ошибки его отца и брата, просит прощения за свои ошибки и выражает желание подчиниться османскому султану. Извинения Исфендияра были приняты, и границей между двумя странами стал Кыврымбел.
Покорившись внешне Баязиду, Исфендияр тайно порекомендовал укрывшимся у него беям отправиться к Тамерлану. Мир с османами Исфендияр заключил лишь временно, ожидая более благоприятных для себя условий. Когда завоеватель прибыл в Малую Азию, Исфендияр приезжал к нему весной 1402 года в Эрзинджан вместе с другими беями (ещё до битвы при Анкаре).
После поражения Баязида I в битве при Анкаре Мехмед Челеби был спасён своим лалой Баязидом-пашой и укрыт в Амасье. Согласно Мехмеду Нешри племянник Исфендияра Кара Яхья с отрядом из 1000 человек пытался преградить им путь, но Мехмед «выиграл свой первый бой». Через некоторое время Кара Яхья опять сразился с Мехмедом и тоже проиграл (Нешри писал, что это был восьмой выигранный Мехмедом бой).
Исфендияр снова приехал к Тамерлану с дарами после битвы при Анкаре.

### В период междуцарствия
Ибн Арабшах, Ибн Хаджар аль-Аскаляни и Ибн Тагриберди писали, что Исфендияр, «один из меликов Рума», приезжал к Тамерлану, когда тот находился на землях Ментешеогуллары. Шараф ад-дин Язди упоминал не только о прибытии Исфендияра к Тамерлану (неверно указав его как сына Ментеше-бея), но и о том, что «Исфандияр остался среди приближённых государя». Вероятно, бей Джандаридов участвовал в осаде Смирны. В награду за подчинение Тамерлан оставил ему его бейлик, при этом добавив и западную часть, принадлежавшую Сулейману II и отобранную Баязидом I: Кастамону, Чанкыры, Каледжик и Тосю. Руй Гонсалес де Клавихо сообщал, что Исфендияр должен был разделить бейлик по требованию Тамерлана, выделив половину племяннику, сыну сестры. Путешественник видел мальчика в Эрзинджане. Одника в следующем году Тамерлан умер, и неизвестно, разделил ли Исфендияр бейлик по его требованию хоть на время.
Сыновьям Баязида I Тамерлан выделил по куску бывшей османской империи. После того, как Тамерлан покинул Анатолию, Исфендияр-бей стал вмешиваться в борьбу сыновей Баязида I за трон. С одним из них, Сулейманом Челеби, отношения Исфендияра были постоянно враждебными. Клавихо, проезжавший через земли Джандаридов в марте 1404 года, писал, что не смог встретиться с Исфендияром в Синопе, потому что тот был в Кастамону и сражался во главе войска из 40 000 человек «против сына турка [Сулейман Челеби]», Клавихо добавлял, что Сулейман Исфендияра «ненавидел, потому что он [Исфендияр] отдал дань уважения Тимурбеку».
Иса Челеби укрылся у Исфендияра после поражения от Мехмеда Челеби у Бурсы. В 1405 году Иса и Исфендияр вместе выступили против Мехмеда, но проиграли у Гереде (недалеко от границ бейлика, между Болу и Карабюком). По словам Мехмеда Нешри, «Исфендияр и Иса-бей бежали в Кастамону с пятью или шестью всадниками каждый. Бесчисленные бойцы армии Исфендияра лишились голов. Их сокровища и оружие были захвачены».
В период османского междуцарствия Исфендияр использовал выгоды расположения своего бейлика. Мехмед Челеби набирал силы в Анатолии, но в Румелии доминировал Сулейман Челеби. Через несколько лет после победы у Гереде Мехмед Челеби решил отправить в Румелию Мусу Челеби для противодействия Сулейману, но для этого ему нужен был порт и судно. Мехмед прибыл в Кастамону к Исфендияру, и они примирились, сблизившись на почве вражды к Сулейману . В 1409 году Исфендияр-бей позволил Мусе отплыть из Синопа в порт Кили в Румелии.
Вскоре Исфендияр-бей захватил Самсун и Бафру, управлять городами он назначил своего сына Хызыра.

### В правление Мехмеда Челеби
После того, как Мехмед Челеби победил братьев и стал единственным османским султаном, Исфендияр-бей признал верховную власть османов. В 1414/15 или 1416 году Караманоглу Мехмед-бей воспользовался отсутствием Мехмеда Челеби в Анатолии, осадил Бурсу и разграбил её. Он заявлял, что желает отомстить за казнь отца. После 34 дней осады Караманид захватил и разорил Бурсу. Мехмед I отправил против него в Анатолию армию. В этой армии был отряд из бейлика Исфендияра под командованием его сына Касыма. В том же 1416 году Исфендияр поддержал восстание Мустафы Челеби и шейха Бедреддина — он принял шейха Бедреддина, сбежавшего из тюрьмы Мехмеда I в Изнике. В 1416 году с Бедреддином в Синопе встречался Ибн Арабшах. Бей предоставил шейху суда, чтобы тот мог отправиться в Румелию из Синопа. Это обострило его отношения с Мехмедом I, тем не менее в валашской кампании Мехмеда 1416 года опять принимал участие посланный Исфендияром вспомогательный отряд под командованием Касыма-бея.

В 1409/10-1420 годах Хызыр управлял Бафрой и Самсуном. Разделение бейлика в 1417 году по горам Ылгаз

Исфендияр-бей хотел подарить Чанкыры, Каледжик, Тосю своему любимому сыну Хызыру. Старший сын Исфендияра, Касым, был оскорблён таким желанием своего отца и из валашской экспедиции к нему не вернулся. Касым обратился к Мехмеду Челеби, попросил содействия, обещав стать вассалом. Мехмед поддержал Касыма, будучи недоволен действиями Исфендияра в отношении шейха Бедреддина. Он выразил Исфендияру пожелание передать Чанкыры, Каледжик, Тосю, Кастамону и медные рудники Касыму-бею.
Отказ Исфендияра-бея привёл к дальнейшему ухудшению его отношений с Мехмедом. В 1417 году Мехмед Челеби осадил Синоп. Исфендияр послал визиря к султану и попросил оставить ему медные рудники, а границу провести через горы Ылгаз. Мехмед Челеби снял осаду, после того, как Исфендияр-бей согласился, что хутбу будут читать и монеты чеканить от имени Мехмеда. После этого Мехмед Челеби отдал Чанкыры Касым-бею, и границу провёл по горам Ылгаз (согласно Макризи в  ноябре 1416 года султан Мехмед сразился с Исфендияром, пленил его и удерживал в Синопе).
В 1418 году Мехмед Челеби безуспешно попытался взять у Исфендияра Самсун. Но в 1420 году Самсун был осаждён сыном Мехмеда, Мурадом. На этот раз Хызыр-бей был вынужден передать город османам. Мехмед предложил Хызыру поступить на османскую службу, но Хызыр отказался и уехал к Исфендияру.

### В правление Мурада II
Исфендияр продолжал искать способы борьбы с османами. После смерти Мехмеда I и воцарения Мурада II анатолийские беи опять восстали. Исфендияр тоже не упустил возможность вернуть себе земли, отнятые османами и управлявшиеся Касымом, изгнав сына из Чанкыры, Тоси и Каледжика. Мурад II направил против Исфендияра войска, но им удалось достигнуть мира при посредничестве других беев.
Вскоре Исфендияр начал поддерживать младшего брата султана Кучука Мустафу. Он укрыл у себя его и его лалу Шарабдара Ильяса-пашу перед их выступлением против Мурада. Кроме того Исфендияр захватил Сафранболу. После того, как Мурад II подавил восстание Кучука Мустафы, он выступил к Сафранболу. В его армии был Касым. Раненый в сражении Исфендияр-бей («удар булавой из руки кападжибаши Яхши-бея») укрылся в Синопском замке и отправил к Мураду II своего младшего сына Мурада с мирными предложениями. Он предлагал Мураду II свою внучку (или дочь) в жёны, соглашался отправлять войска в кампании османов и обещал отдавать султану большую часть дохода медного рудника. На таких условиях и был заключён мир. Отряды Исфендияра принимали участие в набегах Мурада II на Венгрию. Но Исфендияр не прерывал отношений и с другими правителями. Известно, что сын Тамерлана Шахрух связывался с ним. Так же у Исфендияра были дружеские отношения с Мамлюкским султанатом.
Исфендияр умер в Синопе и был похоронен в тюрбе Джандаридов, на могильной плите указана дата смерти —  26 февраля 1440 года. Памятуя проблемы престолонаследия у отца, Исфендияр при жизни передал своим сыновьям Мураду и Хызыру часть своих владений и завещал им подчиняться Ибрагиму, которого назначил наследником. Ибрагим II правил четыре года, но о его правлении информации нет. Он умер в 1443 году, его сменил старший сын Исмаил. Права Исмаила оспаривал его брат Кызыл Ахмед.

## Дети
Неизвестно количество жён и наложниц Исфендияра. Мать его сына Ибрагима звали Эсенкутлу-хатун бинт Абдуллах (или Татлу-хутун), она умерла в начале июля 1445 года, через два года после своего сына, и была похоронена в тюрбе Джандаридов в Синопе. У Исфендияра были дети:
- Хызыр[4][5];
- II Ибрагим[4][5];
- Мурад[4][5];
- Касым; жена — сестра Мурада II (1425)[4][5];

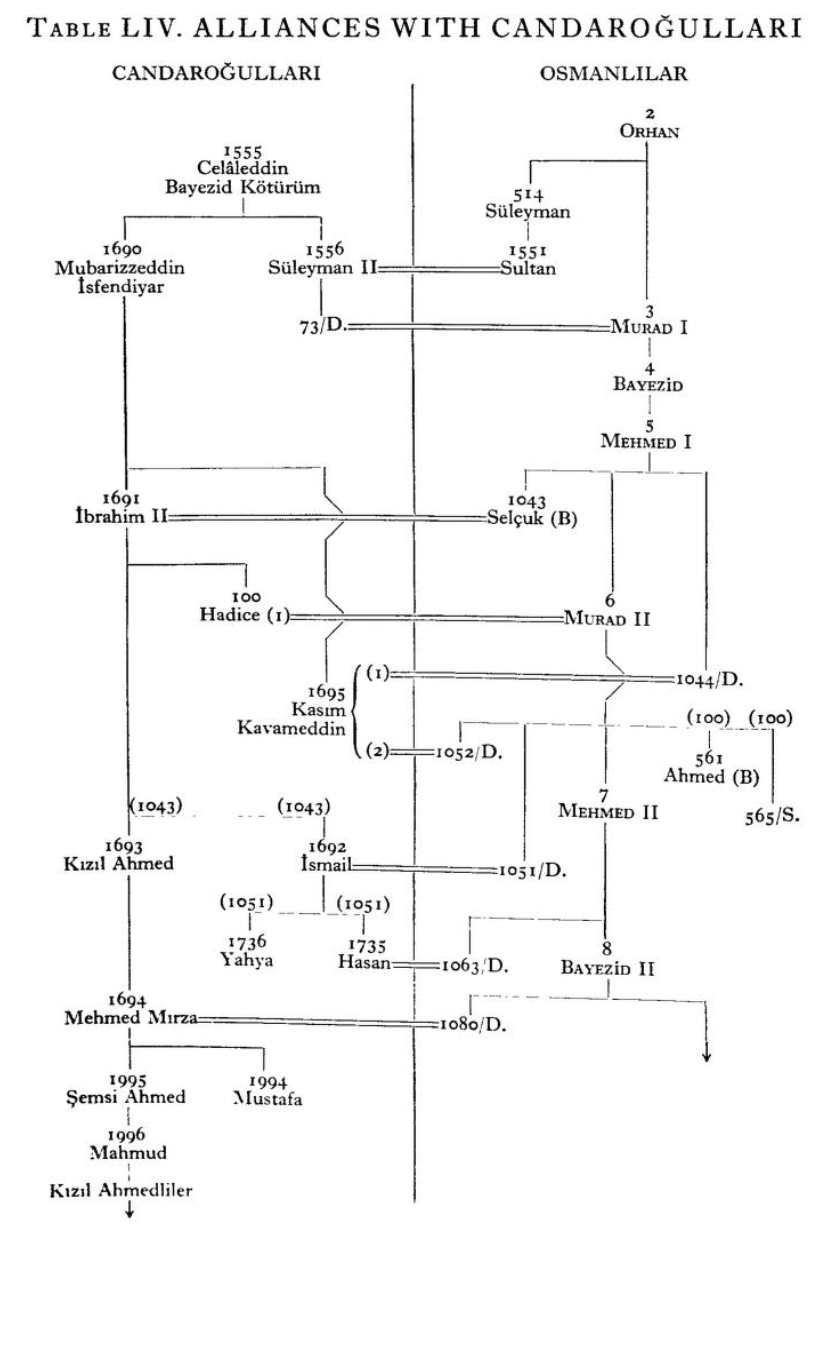

- Саидбахт-хатун (Халима)[4][5].

## Брачные союзы с османами
Длительная борьба между Исфендияром и османами закончилась заключением нескольких браков. Сам Мурад II был женат на Хатидже Халиме-хатун, внучке (или дочке) Исфендияра, сестра Мурада Сельчук-хатун стала женой Ибрагима II, а другая сестра — Султан-хатун — женой Касыма. Самый значимый из этих браков, брак Хатидже с Мурадом II был заключён по мнению большинства историков в 1424 году или в 1425 году, соглашение было достигнуто в 1423 году (только Бабингер относит его к 1421 году). За невестой Мурад отправил в Кастамону Чашнигирбаши Эльвана-бея, Таваии Серафеддина-пашу и Рейхана-паша, а также знатных и уважаемых женщин — вдову Халила-паши и жену Гермияноглу Якуба-бея. Исфендияр-бей организовал в Кастамону пышный праздник, а после церемонии бракосочетания передал Хатидже прибывшим женщинам.
Этим браком Мурад хотел закрепить связь с Исфендияром, он отдал бею в качестве выкупа забранные ранее медные копи. Хатидже считается матерью сына Мурада — Кючюк Ахмеда, который был убит при воцарении Мехмеда II.

## Наследие и значение
В период правления Исфендияра бейлик было достаточно развитым с точки зрения экономики и торговли. Торговлю вели через порт Синопа с генуэзцами и венецианцами. Самым важным экспортным товаром была медная руда. В этот период Кастамону стал центром науки и искусства. Приехавшие сюда учёные написали и перевели много работ. Мюмин бен Мукбил-и Синоби написал книгу о медицине, посвятив её Исфендияру. Неизвестным автором было написано на староосманском языке толкование Корана с посвящением сыну Исфендияра. Исфендияр-бей отремонтировал мечеть Алаэддина и внутренний замок в Синопе, построил мечети и завийе, хаммам в Кастамону, мечеть в деревне Касаплар в Деврекани и медресе в Боябате
Клавихо назвал Исфендияра «великим лордом Турции». Поскольку правление Исфендияра-бея длилось более полувека, семья Джандаридов была известна и как Исфендиярогуллары (потомки Исфендияра).